# Mihályi
Mihályi – wieś i gmina w północno-zachodniej części Węgier, w pobliżu miasta Kapuvár.
Miejscowość leży na obszarze Małej Niziny Węgierskiej, w pobliżu granicy austriackiej. Administracyjnie należy do powiatu Kapuvár, wchodzącego w skład komitatu Győr-Moson-Sopron.
Gmina Mihályi liczy 1094 mieszkańców (2009) i zajmuje obszar 16,28 km².